# Silberner Bär/Preis der Jury – Kurzfilm

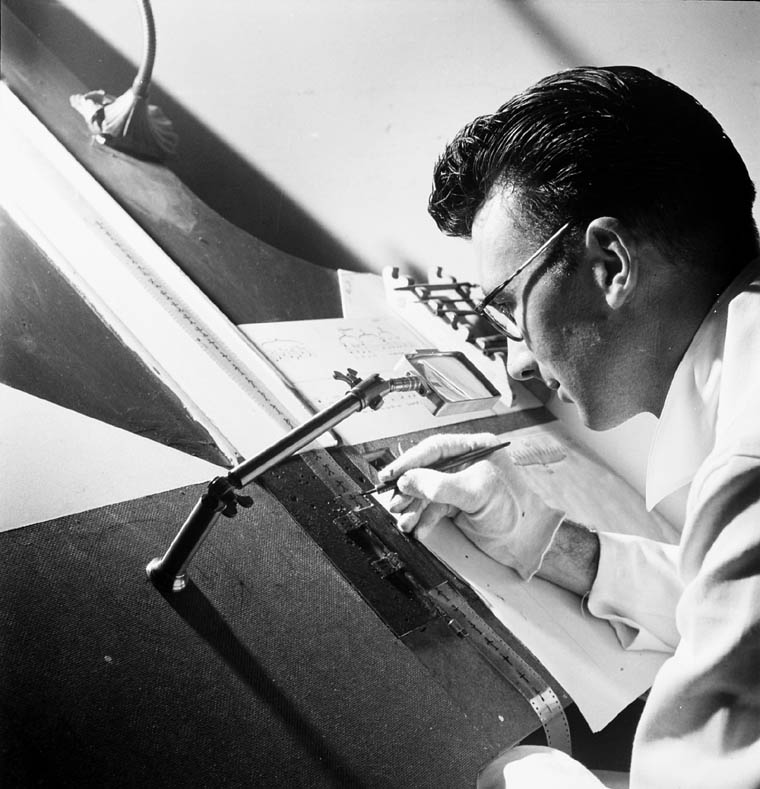
Norman McLaren, Preisträger des Jahres 1956

Der mit dem Silbernen Bären prämierte Preis der Jury zeichnet bei den jährlich veranstalteten Filmfestspielen von Berlin nach dem Goldenen Bären den zweitbesten Kurzfilm des Wettbewerbs aus. Der Preis wurde erstmals bei der fünften Auflage des Filmfestivals im Jahr 1955 als „Kleine Silberne Plakette“ verliehen. Von 1956 bis 1957 wurden unbetitelte Silberne Bären vergeben. Von 1958 bis 1964 firmierte die Auszeichnung unter dem Namen „Sonderpreis für einen besonders wertvollen Kurzfilm“. Seit 1965 lautet die offizielle Bezeichnung „Preis der Jury“, während von 1980 bis 1981 zwischenzeitlich der „Spezialpreis der Jury“ eingeführt worden war. Über die Vergabe stimmt die internationale Kurzfilmjury ab, die sich meist aus internationalen Filmschaffenden zusammensetzt.

## Preisträger
| Jahr   | Originaltitel                                               | Deutscher Titel                                          | Regie                       | Länge (in min.)      |
| ------ | ----------------------------------------------------------- | -------------------------------------------------------- | --------------------------- | -------------------- |
| 1955 a | Siam                                                        | Siam – Land und Leute                                    | Ralph Wright                | 32’                  |
| 1956 b | Rhythmetic                                                  | Lustiges Zahlenspiel                                     | Norman McLaren              | 09’                  |
| 1956 b | Rhythmetic                                                  | Lustiges Zahlenspiel                                     | Evelyn Lambart              | 09’                  |
| 1957   | 1000 Kleine Zeichen                                         | 1000 Kleine Zeichen                                      | Herbert Seggelke            | nicht bekannt        |
| 1957   | Big Bill Blues                                              | Big Bill Blues                                           | Jean Delire                 | 18’                  |
| 1957   | Plitvicka jezera                                            | Die Seen von Plitvice                                    | Dragoslav Holub             | nicht bekannt        |
| 1958   | Glas                                                        | Glas                                                     | Bert Haanstra               | 11’                  |
| 1958   | Königin im Frauenreich                                      | Königin im Frauenreich                                   | Hans Zickendraht            | nicht bekannt        |
| 1959   | Hest på ferie                                               | Sommerferien eines Pferdes                               | Astrid Henning-Jensen       | 38’                  |
| 1960   | Diario                                                      | Zeitung                                                  | Juan Berend                 | nicht bekannt        |
| 1960   | Der Spielverderber                                          | Der Spielverderber                                       | Boris von Borresholm        | 16’                  |
| 1960   | I vecchi                                                    | Die Alten                                                | Raffaele Andreassi          | nicht bekannt        |
| 1961   | De lage landen                                              | Land aus Menschenhand                                    | George Sluizer              | 29’                  |
| 1961   | Lo specchio, la tigre et la pianura                         | Der Spiegel, der Tiger und die Ebene                     | Raffaele Andreassi          | nicht bekannt        |
| 1961   | Sirènes                                                     | Sirenen                                                  | Emile Degelin               | nicht bekannt        |
| 1961   | Morning On The Lièvre                                       | Morgen am Lièvre                                         | David Bairstow              | nicht bekannt        |
| 1962   | The Ancestors                                               | Die Ahnen                                                | André Libik                 | 20’                  |
| 1962   | Nahanni                                                     | Der Goldsucher von Nahanni                               | Nicholas Balla              | nicht bekannt        |
| 1962   | Test for the West: Berlin                                   | Test for the West: Berlin                                | Franz Baake                 | 26’                  |
| 1962   | Venedig                                                     | Venedig                                                  | Kurt Steinwendner           | 11’                  |
| 1963   | Flaming Poppies                                             | Leuchtende Mohnblumen                                    | Houshang Shafti             | 23’                  |
| 1963   | The Home-Made Car                                           | Das selbstgebastelte Auto                                | James Hill                  | 27’                  |
| 1963   | Tovi                                                        | Der Marktplatz                                           | Errko Kivikoski             | nicht bekannt        |
| 1964   | Aanmelding                                                  | Die Anmeldung                                            | Bob Houwer                  | 10’                  |
| 1964   | Kontraste                                                   | Kontraste                                                | Wolfgang Urchs              | nicht bekannt        |
| 1964   | Signale                                                     | Signale                                                  | Raimond Rühl                | nicht bekannt        |
| 1964   | Sunday Lark                                                 | Sonntagsvergnügen                                        | Sanford Semel               | 11’                  |
| 1965   | Een zondag op het eiland van de Grande Jatte                | Ein Sonntag auf der Insel der Grande Jatte               | Frans Weisz                 | 20’                  |
| 1966   | Rosalie                                                     | Rosalie                                                  | Walerian Borowczyk          | 15’                  |
| 1967   | Flea Ceoil                                                  | Volksmusik-Festival                                      | Louis Marcus                | nicht bekannt        |
| 1968 c | Krek                                                        | Krek                                                     | Borivoj Dovnikovic-Bordo    | 10’                  |
| 1969   | Presadjivanje Osecanja                                      | Transplantation des Gefühls                              | Dejan Djurkovic             | 11’                  |
| 1970   | Preis nicht vergeben                                        | Preis nicht vergeben                                     | Preis nicht vergeben        | Preis nicht vergeben |
| 1971   | In continuo                                                 | nicht bekannt                                            | Vlatko Gilic                | 12’                  |
| 1972   | The Selfish Giant                                           | Der selbstsüchtige Riese                                 | Peter Sander                | 26’                  |
| 1972   | Tri etide za Milosa i Cathy                                 | Drei Etüden für Cathy und Milos                          | Joze Pogacnik               | 11’                  |
| 1973   | Jozef Sulc                                                  | Joseph Schulz                                            | Pedrag Golubovic            | 11’                  |
| 1973   | Sova                                                        | Die Eule                                                 | Aleksandar Ilic             | 11’                  |
| 1974   | Sea Creatures                                               | Seetiere                                                 | Robin Lehman                | 11’                  |
| 1974   | Straf                                                       | Die Strafe                                               | Olga Madsen                 | 12’                  |
| 1975   | SSS                                                         | Schschschsch                                             | Václav Bedrich              | 03’                  |
| 1975   | Strast                                                      | Leidenschaft                                             | Aleksandr Illic             | 12’                  |
| 1976   | Ominide                                                     | nicht bekannt                                            | nicht bekannt               | 35’                  |
| 1976   | Trains                                                      | Züge                                                     | Caleb Deschanel             | 15’                  |
| 1977   | Etuda o zkousce                                             | Etüde über eine Probe                                    | Evald Schorm                | 18’                  |
| 1977   | Feniks                                                      | Phoenix                                                  | Petar Gligorovski           | 18’                  |
| 1978   | The Contraption                                             | Das Dingsbums                                            | James Dearden               | 08’                  |
| 1978   | Une vielle soupière                                         | Am Bindfaden                                             | Michel Longuet              | 07’                  |
| 1979   | Phantom                                                     | Phantom                                                  | René Perraudin              | nicht bekannt        |
| 1979   | Phantom                                                     | Phantom                                                  | Uwe Schrader                | nicht bekannt        |
| 1980   | Rod Gröth („für die beste Regie“)                           | Rod Gröth                                                | Jörg Moser-Metius           | 10’                  |
| 1981   | Ter land, ter zee en in de lucht („für die beste Regie“)    | nicht bekannt                                            | Paul Driessen               | 10’                  |
| 1982   | San ge Heshang („für das beste Kurzfilmdrehbuch“)           | Die drei Mönche                                          | A Da                        | 19’                  |
| 1983   | Was das Leben so verspricht („für die beste Kurzfilmregie“) | Was das Leben so verspricht                              | Egon Haase                  | 12’                  |
| 1984   | Yu bang xiang zheng                                         | Der Kampf zwischen Schnepfe und Muschel                  | Hu Jinqing                  | 10’                  |
| 1985   | Paradise (Regie)                                            | Paradies                                                 | Ishu Patel                  | 16’                  |
| 1986   | Auguszta etet                                               | Augusta füttert                                          | Csaba Varga                 | 04’                  |
| 1987   | Luxo Jr. („für die beste Regie“)                            | Die kleine Lampe                                         | John Lasseter               | 02’                  |
| 1987   | Luxo Jr. („für die beste Regie“)                            | Die kleine Lampe                                         | Bill Reeves                 | 02’                  |
| 1988   | Laska na prvni pohled                                       | Liebe auf den ersten Blick                               | Pavel Koutsky               | 05’                  |
| 1989   | Udel                                                        | Das Los                                                  | Jaroslava Havettová         | 12’                  |
| 1990   | Ilha das flores                                             | Insel der Blumen                                         | Jorge Furtado               | 13’                  |
| 1991   | Posledních 100 let marx-leninismu v cechách                 | Die letzten 100 Jahre des Marxismus-Leninismus in Böhmen | Pavel Koutsky               | 04’                  |
| 1992   | Preis nicht vergeben                                        | Preis nicht vergeben                                     | Preis nicht vergeben        | Preis nicht vergeben |
| 1993   | At zije mys!                                                | Es lebe die Maus!                                        | Pavel Koutsky               | 06’                  |
| 1994   | Balthazar                                                   | nicht bekannt                                            | Christophe Fraipont         | 15’                  |
| 1995   | My Baby Left Me                                             | nicht bekannt                                            | Milorad Krstić              | 08’                  |
| 1996   | Maalaislääkäri                                              | Ein Landarzt                                             | Katariina Lillqvist         | 15’                  |
| 1997   | Late at Night                                               | nicht bekannt                                            | Stefanie Jordan             | 05’                  |
| 1997   | Late at Night                                               | nicht bekannt                                            | Stefanie Saghri             | 05’                  |
| 1997   | Late at Night                                               | nicht bekannt                                            | Claudia Zoller              | 05’                  |
| 1998   | Cinema Alcazar                                              | nicht bekannt                                            | Florence Jaugey             | 10’                  |
| 1999   | Desserts                                                    | nicht bekannt                                            | Jeff Stark                  | 03’                  |
| 2000   | Media                                                       | nicht bekannt                                            | Pavel Koutsky               | 05’                  |
| 2001   | Jungle Jazz: Public Enemy #1                                | nicht bekannt                                            | Frank Fitzpatrick           | 06’                  |
| 2002   | Bror min                                                    | Mein Bruder                                              | Jens Jonsson                | 10’                  |
| 2003   | En ausencia                                                 | In Abwesenheit                                           | Lucía Cedrón                | 15’                  |
| 2003   | Ischov tramwai N°9                                          | Straßenbahn N°9 fährt                                    | Stepan Koval                | 10’                  |
| 2004   | Vet!                                                        | Klasse!                                                  | Karin Junger                | 11’                  |
| 2004   | Vet!                                                        | Klasse!                                                  | Brigit Hillenius            | 11’                  |
| 2005   | The Intervention                                            | Die Einmischung                                          | Jay Duplass                 | 15’                  |
| 2005   | Jam Session                                                 | Jam Session                                              | Izabela Plucinska           | 10’                  |
| 2006   | Gratte-Papier                                               | Schreiberling                                            | Guillaume Martinez          | 08’                  |
| 2006   | Our Man In Nirvana                                          | Our Man In Nirvana                                       | Jan Koester                 | 11’                  |
| 2007   | Decroche                                                    | Heb’ ab                                                  | Manuel Schapira             | 16’                  |
| 2007   | Mei                                                         | Mei                                                      | Arvin Chen                  | 11’                  |
| 2008   | Udedh bun                                                   | nicht bekannt                                            | Siddharth Sinha             | 21’                  |
| 2009   | Jade                                                        | Jade                                                     | Daniel Elliott              | 16’                  |
| 2010   | Hayerida                                                    | Der Abstieg                                              | Shai Miedzinski             | 20’                  |
| 2011   | Pu-Seo-Jin Bam                                              | Gebrochene Nacht                                         | Yang Hyo-joo                | 23’                  |
| 2012   | Gurehto Rabitto                                             | nicht bekannt                                            | Atsushi Wada                | 07’                  |
| 2013   | die ruhe bleibt                                             | die ruhe bleibt                                          | Stefan Kriekhaus            | 14’                  |
| 2014   | LABORAT                                                     | LABORAT                                                  | Guillaume Cailleau          | 22’                  |
| 2015   | Bad at Dancing                                              | nicht bekannt                                            | Joanna Arnow                | 11’                  |
| 2016   | A Man Returned                                              | Ein Mann kehrt zurück                                    | Joanna Arnow                | 11’                  |
| 2017   | Ensueño en la Pradera                                       | Träumerei in der Prärie                                  | Esteban Arrangoiz Julien    | 17’                  |
| 2018   | Imfura                                                      | nicht bekannt                                            | Samuel Ishimwe              | 36’                  |
| 2019   | Blue Boy                                                    | nicht bekannt                                            | Manuel Abramovich           | 19’                  |
| 2020   | Filipiñana                                                  | nicht bekannt                                            | Rafael Manuel               | 24’                  |
| 2021   | Xia Wu Guo Qu Le Yi Ban                                     | nicht bekannt                                            | Zhang Dalei                 | 24’                  |
| 2022   | Manhã de Domingo                                            | nicht bekannt                                            | Bruno Ribeiro               | 25’                  |
| 2023   | Dipped in Black (Marungka tjalatjunu)                       | nicht bekannt                                            | Matthew Thorne, Derik Lynch | 23’                  |
| 2024   | Re tian wu hou                                              | nicht bekannt                                            | Wenqian Zhang               | 24’                  |
| 2025   | Futsu no seikatsu (Ordinary Life)                           | nicht bekannt                                            | Yoriko Mizushiri            | 6’                   |